# ДВ-2
ДВ-2 — турбовентиляторний, двоконтурний, двовальний двигун розроблювальний спільно Запорізьким МКБ «Прогрес» ім. О. Г. Івченка і словацькою фірмою Povazska Bystrica. Всього вироблено 124 двигуна встановлених на літаках Чеських і Словацьких ВПС L-39MS, та Єгипетських, і Туніських L-59.

## Модифікації
- ДВ-2А — двигун з системою управління FADEC і тягою 2200 кгс;
- ДВ-2А.2 — двигун з тягою 2582 кгс;
- ДВ-2С — двигун із зменшеною вагою і розмірами;
- С.2 — двигун із зменшеною вагою і розмірами;
- ДВ-2Б — двигун з великим вентилятором, зі ступенем двоконтурності — 2 і тягою 2349 кгс;
- ДВ-2Ф — двигун з форсажною камерою, ступенем двоконтурності — 1.46, максимальною тягою — 3680 кгс і сухою масою приблизно 630 кг.